# Miss Atlántico Internacional
Miss Atlântico Internacional é um concurso de beleza feminino realizado anualmente desde 1987 em Rocha, no Uruguai. Apesar de criado em 1987, o certame só foi aberto para outros países em 1995. Inicialmente criado para ser realizado junto com a Festa Internacional del Jerarquía, em 1998 foi transferido para a cidade de Punta del Este. A partir de 1999, a transmissão televisiva chegou a todo o Uruguai, e a 64 canais de 32 países da América, e ainda em algumas partes da Europa. A audiência aproximada na época chegou a 20 milhões de telespectadores. Teve diversas localidades dentro do país no decorrer dos anos. Pouco ou quase nada se sabe sobre as edições realizadas entre os anos de 1987 a 1994. 

## Vencedoras
Abaixo, todas as candidatas que venceram a disputa internacional em seus respectivos anos:

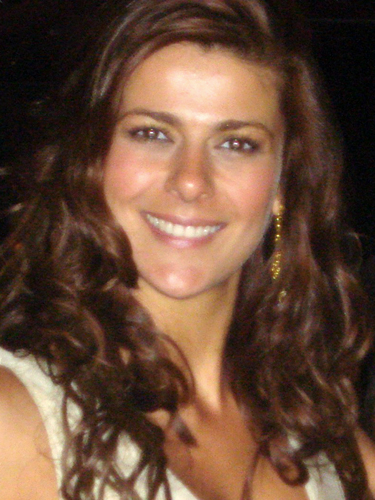
A modelo e apresentadora de TV chilena, Tonka Tomičić Petrić, vencedora da edição de 1999 do concurso.

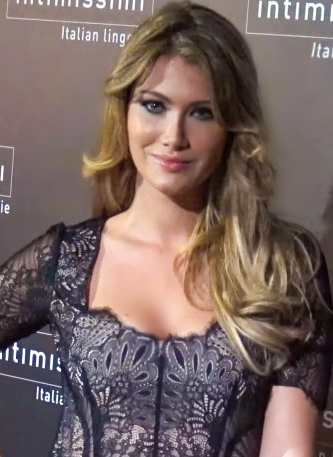
A modelo espanhola e vencedora do concurso de 2014, Mireia Lalaguna.

| Ano  | Vencedoras          | País                 | Local do Evento           | R      |
| 1987 | Mariela Imbrenda 1  | Uruguai              | La Paloma, Rocha          | [ 2 ]  |
| 1995 | Claudia Schimdt     | Uruguai              | La Paloma, Rocha          | [ 3 ]  |
| 1996 | Daniela Cecconello  | Brasil               | La Paloma, Rocha          | [ 4 ]  |
| 1997 | Sandra Borgeto      | Argentina            | La Paloma, Rocha          | [ 5 ]  |
| 1998 | Isabel Mónzon       | Uruguai              | Punta del Este, Maldonado | [ 6 ]  |
| 1999 | Tonka Petrić        | Chile                | Punta del Este, Maldonado | [ 7 ]  |
| 2000 | Norkys Batista      | Venezuela            | Punta del Este, Maldonado | [ 8 ]  |
| 2001 | Nicoletta Ferrarini | Itália               | Punta del Este, Maldonado | [ 9 ]  |
| 2002 | Karen Gómez         | Uruguai              | Punta del Este, Maldonado | [ 10 ] |
| 2003 | Cynthia Martins     | Brasil               | Punta del Este, Maldonado | [ 11 ] |
| 2004 | Catalina Valencia   | Colômbia             | Punta del Este, Maldonado | [ 12 ] |
| 2005 | Bertha Torres       | Panamá               | Punta del Este, Maldonado | [ 13 ] |
| 2006 | Manuela Esposito    | Itália               | Punta del Este, Maldonado | [ 14 ] |
| 2007 | Antonella Böhl      | Argentina            | Punta del Este, Maldonado | [ 15 ] |
| 2008 | Alexandra Díaz      | República Dominicana | Punta del Este, Maldonado | [ 16 ] |
| 2009 | Eliana Quinteros    | Equador              | Punta del Este, Maldonado | [ 17 ] |
| 2010 | Jessica Guillén     | Venezuela            | Punta del Este, Maldonado | [ 18 ] |
| 2011 | Michelle Gildenhuys | África do Sul        | Punta del Este, Maldonado | [ 19 ] |
| 2012 | Catherine de Zorzi  | Venezuela            | Punta del Este, Maldonado | [ 20 ] |
| 2013 | Lorena Romaso       | Uruguai              | Punta del Este, Maldonado | [ 21 ] |
| 2014 | Mireia Lalaguna     | Espanha              | Punta del Este, Maldonado | [ 22 ] |
| 2015 | Reyna Prescott †    | Panamá               | Punta del Este, Maldonado | [ 23 ] |
| 2016 | Elena Delicado      | Espanha              | Punta del Este, Maldonado | [ 24 ] |
| 2017 | Yesenía Barrientos  | Bolívia              | Punta del Este, Maldonado | [ 25 ] |
| 2018 | Estefanía Olcese    | Peru                 | Punta del Este, Maldonado | [ 26 ] |

1. O concurso é realizado desde 1987, porém entre os anos de 1988 a 1994, não há registros históricos sobre as vencedoras.

### Títulos por País
| Títulos | País                 | Vitórias                     |
| 5       | Uruguai              | 1987, 1995, 1998, 2002, 2013 |
| 3       | Venezuela            | 2000, 2010, 2012             |
| 2       | Espanha              | 2014, 2016                   |
| 2       | Panamá               | 2005, 2015                   |
| 2       | Argentina            | 1997, 2007                   |
| 2       | Itália               | 2001, 2006                   |
| 2       | Brasil               | 1996, 2003                   |
| 1       | Peru                 | 2018                         |
| 1       | Bolívia              | 2017                         |
| 1       | África do Sul        | 2011                         |
| 1       | Equador              | 2009                         |
| 1       | República Dominicana | 2008                         |
| 1       | Colômbia             | 2004                         |
| 1       | Chile                | 1999                         |

## Apadrinhamento
O concurso tem como madrinha a líbano-uruguaia Princesa Laetitia d'Arenberg, que declara sobre a competição: 
| “ | Para muitos o Miss Atlântico Internacional é só mais um certame de beleza. Para mim, é muito mais do que isso, significa um conhecimento profundo das raízes do nosso país. Quando falo sobre o Miss Atlântico Internacional é ao mesmo tempo falar sobre o Uruguai. Aqui nasceu o concurso, no Departamento de Rocha e começou a dar seus primeiros passos em La Paloma há cerca de 30 anos atrás. A vencedora deste certame será a porta voz do estandarte do turismo deste país e graças a suas diferentes atividades, ela levará para fora das fronteiras a expressão do que viveu, percorrendo diferentes destinos do Uruguai que para nós, é um ponto positivo para o nosso turismo. | ” |

## História

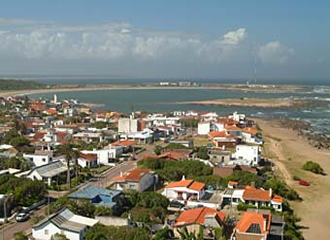
A cidade La Paloma, no Departamento de Rocha, Uruguai.

O concurso foi projetado inicialmente em 1987 com a vitória da uruguaia Mariela Imbrenda, no departamento de Rocha, no Uruguai com objetivos e diretrizes bem traçadas para que no futuro ele conseguisse abranger não somente o próprio país como também diversos países. Inicialmente, até 1994, o concurso elegia somente uruguaias. A partir do ano de 1995, a competição se abriu e adquiriu o nome de Miss Atlántico Internacional, abrangendo diversas nações ao redor do mundo. Os objetivos que levaram a criação do concurso se encontram abaixo: 

### Diretrizes
1. A realização de uma festa internacional junto à Feria del Jerarquía;
2. A inovação em termos de concursos de beleza atuais;
3. A internacionalização, não só das candidatas como também da mídia no exterior;
4. Conseguir um trabalho sério e contínuo para que as nações realizem suas etapas nacionais;
5. Fazer com que cada país faça a promoção do concurso de maneira a agregar mais associados;
6. Promover diversas cidades do Uruguai com atividades pré-final do evento.

### Participações
| 1. Argentina 2. Bolívia 3. Brasil 4. Chile 5. Colômbia 6. Costa Rica 7. Cuba 8. El Salvador 9. Equador 10. Estados Unidos 11. Guatemala 12. Haiti 13. Honduras 14. México 15. Nicarágua 16. Panamá 17. Paraguai 18. Peru 19. Porto Rico 20. Rep. Dominicana 21. Uruguai 22. Venezuela | 1. Andorra 2. Dinamarca 3. Espanha 4. Inglaterra 5. Itália 6. Portugal 7. São Marinho 8. Suécia 1. Austrália 2. China 3. Coréia do Sul 1. África do Sul 2. Etiópia 3. Tunísia |  |  |

## Ranking
A tabela abaixo apresenta a quantidade de títulos de cada país na fase final.
| Rank | País                 | 1 | 2 | 3 | Total |
| 01º. | Uruguai              | 5 | 1 | 3 | 9     |
| 02º. | Venezuela            | 3 | 2 | 2 | 7     |
| 03º. | Argentina            | 2 | 4 | 1 | 7     |
| 04º. | Brasil               | 2 | 3 | 3 | 8     |
| 05º. | Espanha              | 2 | 2 |   | 4     |
| 06º. | Panamá               | 2 |   | 2 | 4     |
| 07º. | Itália               | 2 |   |   | 2     |
| 08º. | Chile                | 1 | 1 | 2 | 4     |
| 09º. | Colômbia             | 1 | 1 | 1 | 3     |
| 09º. | República Dominicana | 1 | 1 | 1 | 3     |
| 11º. | África do Sul        | 1 | 1 |   | 2     |
| 11º. | Bolívia              | 1 | 1 |   | 2     |
| 13º. | Equador              | 1 |   | 1 | 2     |
| 14º. | Peru                 | 1 |   |   | 1     |
| 15º. | Costa Rica           |   | 2 |   | 2     |
| 16º. | México               |   | 1 |   | 1     |
| 16º. | Porto Rico           |   | 1 |   | 1     |
| 18º. | Cuba                 |   |   | 1 | 1     |
| 18º. | São Marinho          |   |   | 1 | 1     |
| 18º. | Tunísia              |   |   | 1 | 1     |

     Os três melhores Países em número de classificações.
     Os três Países com menor número de classificações.

## Histórico
- O  Uruguai é o país que mais detém coroas no concurso, um total de 5.
  - A primeira candidata uruguaia a vencer a competição foi Mariela Imbrenda em 1987.
- A representante da  Itália em 2001, Nicoletta Ferrarini foi a que mais derrotou candidatas em seu concurso, um total de 17.
  - Nicoletta Ferrarini foi também a primeira europeia a vencer o concurso.
- Michelle Ann Gildenhuys da  África do Sul foi a primeira e única africana a vencer a disputa, em 2011.
  - Michelle é irmã de Sheree-lee Gildenhuys, candidata em 2012 e que acabou ficando em 2º. Lugar.
  - Michelle também disputou o Miss Supranational 2012, parando em 17º. Lugar, ficando no Top 20.
- O  Uruguai também foi o primeiro país a obter duas coroas consecutivas no certame, em 1995 e 1998.
  - Porém, a uruguaia vencedora de 1998, Isabel Mónzon, ganhou o concurso já realizado em Punta del Este.
- Ambra Gullà da  Etiópia foi a primeira candidata africana a disputar o concurso, em 2001.
  - Dois anos antes, Ambra venceu o Miss Italia nel Mondo, por ter origens italianas.
- As primeiras europeias a participarem do certame foram as candidatas da  Itália (Floriana Aisoni) e da  Espanha (Isabel García) em 2000.
- O concurso de 2014 foi adiado em 1 dia por causa da forte chuva que atingia o balneário de Punta del Este. O evento foi à céu aberto.
- A  Argentina foi o país que mais ficou em 2º. Lugar na história da competição, em 1999, 2008, 2010 e 2016.
- A  China e a  Coreia do Sul foram os primeiros países da Ásia a participarem do concurso, em 2005.
  - As representantes foram Tizi Huang e Lee Soo-a, respectivamente. Ambas não tiveram classificação.
- Karina Pinilla, terceira colocada em 2009 do  Panamá, se tornou 1 ano depois a Miss Supranational 2010.
- Mireia Lalaguna da  Espanha, vencedora do concurso de 2014, também venceu o Miss Mundo 2015.
- A vencedora do concurso de 2015 Reyna Prescott, do  Panamá, faleceu em 2019 vítima de um câncer de mama.
- Yesenía Barrientos da  Bolívia, vencedora do concurso de 2017, ficou em 2º lugar no concurso Rainha do Café 2019.

## Ver Também
- Miss Brasil Atlântico

## Ligações Externas
- Site do Concurso (em castelhano)
- Histórico no Pageantopolis (em inglês)